# Bataille de Calatafimi

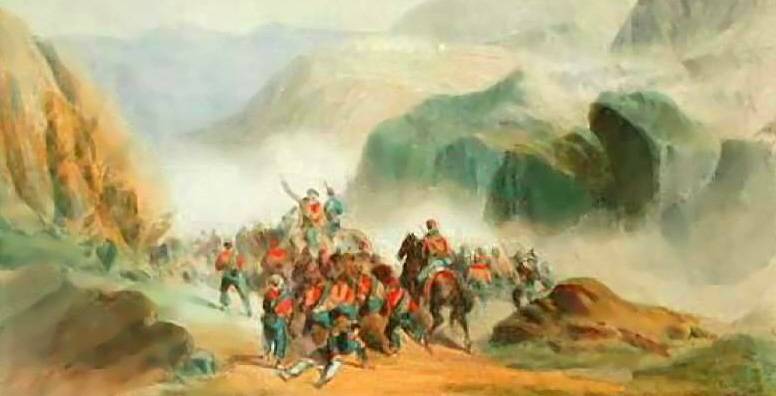
Lluita a Calatafamimi.

La Batalla de Calatafimi es va lliurar el 15 de maig de 1860 entre els voluntaris de Giuseppe Garibaldi i les tropes del Regne de les Dues Sicilias a Calatafimi,  Sicília, com a part de l'Expedició dels Mil (en italià: I Mille). La batalla va ser la primera de la victòria de Garibaldi durant la seva invasió de Sicília de 1860 i va veure als seus 'Mil' derrotar a un exèrcit napolità més gran enviat des de Palerm per a bloquejar els camins a la capital siciliana.

## Preludi
Quatre dies abans de la batalla, esl Mille havie desembarcat a Marsala, a bord dels vaixells Il Piemonte i Il Llombard. Francesco Crispi, entre d'altres, van desembarcar davant els Mille a Sicília per a recaptar suport entre els vilatans. El 14 de maig a Salemi, Garibaldi va anunciar que assumia la dictadura sobre Sicília en nom del rei Víctor Emmanuel II de Sardenya.

## Batalla
La Batalla de Calatafimi va tenir lloc al turó Pianto Romano, prop de la localitat homònima. La batalla no va ser concloent, però va servir per a aixecar la moral dels Mille i, al mateix temps, deprimir els napolitans, qui, mal guiats amb els seus oficials sovint corruptes, van començar a sentir-se abandonats. Durant la batalla, es diu que Garibaldi va pronunciar el famós crit de guerra "Qui si fa l'Itàlia o si muore" ("Aquí fem Itàlia, o morim").
A causa de la batalla, les files dels Mille van augmentar a 1200 i es van unir homes locals.

## Conseqüències
Amb l'ajuda d'una insurrecció popular, el 27 de maig Garibaldi va iniciar el setge de Palerm, la capital de l'illa. La ciutat estava defensada per uns 18.000 homes, però estaven sota el comandament confús i tímid del general Ferdinando Lanza, de 75 anys, i el 30 de maig les forces de Garibaldi van prendre Palerm.